# 吉田愛一郎
吉田 愛一郎（よしだ あいいちろう、1947年1月21日 - ）は、GreenT株式会社取締役会長、グリーンテック株式会社取締役会長、株式会社グリニッシュ代表取締役社長。NPO法人GREEN PLAZA研究所理事長。さいたま市獣医師共済組合事務局長。

## 経歴
- 早稲田大学大学院
- 1974年 - 1975年 和光大学アメリカンフットボール部監督[1]
- 1976年 - 1979年 成城大学アメリカンフットボール部監督[2]
- 1978年 - アメリカンフットボールのトレーナー、コーチを各大学で歴任。大学選手権、日本選手権の甲子園ボール、パールボールのスタッフを務める。
- 1980年 - 米国ハイトアスレチック（スポットビルト、サッカニー）アジア代理店
- 1994年 - ナイロビのダゴレッティー地区に孤児院Greenishハウスを建設[3]
- 2011年 - 社会貢献者賞受賞[4]
- 2020年 - 耕作放棄地にソーラーパネルを敷設してその下で嫌光作物（キノコなど）を栽培するソーラーシェーディング農業を東京大学で学会発表し、実証を開始する。
- 2022年 - 一般財団法人アルディ・ナ・ウペポ理事長就任
- 2024年 - 営農型太陽光発電に農福連携を加えた農産福の三角形を推進

## 現在
- GreenT株式会社取締役会長
- グリーンテック株式会社取締役会長
- 株式会社グリニッシュ代表取締役社長
- NPO法人GREEN PLAZA研究所理事長
- 日本聖公会所属
- 東京聖三一教会在籍
- 日本ヘミングウェイ協会　学会員
- 農村計画学会　学会員
- 一般財団法人アルディ・ナ・ウペポ理事長

## ローラースケート
ランニングシューズにローラースケートを付けたRoller Joggerを日米で製造販売する。イメージキャラクターにO・J・シンプソンを起用。世界はローラースケートブームに発展する。日本では東急ハンズ、ムラサキスポーツで爆発的に売れた。

## ３Ｓスポーツ
サーフィン、スケートボード、スノーボードをいう70年代　文部省などがスポーツとは認められないとされていた3種目を推進。先の長野オリンピックと東京オリンピックではその全てが公式スポーツとして認定された。

## ゲータレード
スポットビルトアジアの社長として、日本でゲータレードの販売を行った。吉田は大学でアメリカンフットボールのコーチを歴任するうちに日本の運動用具や練習方法にに疑問を持つようになったが、特に当時運動中に水分を取るべきではないとする理論に疑問を持ち、アメリカのスポーツ飲料ゲータレードの普及に乗り出した。運動具店をメインマーケットとしたが、運動具店には冷蔵庫が無いことから小袋入りの粉末での販売となった。

## スポットビルト
アメリカンフットボールのヘッドコーチだった吉田は、遅れていた日本のスポーツシューズ業界にアメリカ製のシューズを参入させようとして、まずスポットビルトのフットボールシューズを輸入した。しかしアメリカ製のシューズは1ドル360円時代にはとても大衆が履けるものではなかったので吉田はアジアで製造することを提唱しハイドの副社長レオナルドフィッシャーもこれに賛同した。苦労の末出来上がったのがフィリピン製のサッカニージャズである。ジャズはそれまでの細いラストではなく足の指が楽なワイドウィズである。NFLのO・J・シンプソンはスポットビルトの契約選手。

## サッカニー
1976年アメリカの親会社がサッカニーを買収したのでスポットビルトアジアがアジアでの販売を担当することになった。
サッカニージャズは吉田が関わったアジア製のランニングシューズである。現在はABCマートが販売している。

## Greenish House
ケニアの首都ナイロビのダゴレッティ地区に吉田愛一郎とその母吉田千鶴が1990年に建設した孤児院。現在のABCセンターの核となった。三菱銀行を始め多数の日本企業の支援があった。

## アルディナウペポ
アルディナウペポは野生動物保護のグリニッシュの一部として活動を始めた。その後正式に吉田愛一郎の母吉田千鶴が代表を務め現在に至る。
2020年引き渡し式は1月19日に執り行われ、翌月２月、アルディナウペポが設立したウガンダのグルの職業訓練校が現地の人たちに受け渡された。

## フェアートレード
日本のフェアトレードは、1972年株式会社K＆Y（現在の株式会社グリニッシュ）の代表取締役によって始められたケニアからのGreenish Teaが最初とされる。
紅茶の輸入は現在も継続されていて、東アフリカで孤児院や職業訓練校の設立資金にもなっている。Greenish Teaは半世紀以上、キリスト教の教会やミッションスクールで販売が継続されている。

## 親族
- 曽祖父 - 佐野友三郎 （教育者）
- 大叔父 - 佐野文夫 （翻訳家、日本共産党）
- 母 - 吉田千鶴（NGOアルディナウペポの代表）

## 書籍・執筆
- 佐野文夫 『生きることにも心せき』 NPO法人 GREEN PLAZA研究所、2016年。ISBN 4990890701。 - 遺稿の日記（1930年8月から死去直前までのもの）出版。
- 吉田愛一郎 「電園復耕」オルタナS 、2016年。連載[5]。
- the old man the sea　翻訳　オルタナS2019年出版。